# Jardres
Jardres est une commune du Centre-Ouest de la France, située dans le département de la Vienne en région Nouvelle-Aquitaine.

## Géographie
La commune se trouve à vol d'oiseau à  17 km à l'est de Poitiers et à quelques centaines de mètres à l'est de la rivière Vienne. 
La ligne ferroviaire de Saint-Benoît au Blanc, en partie déclassée,  passe par le territoire communal. La commune possède une gare mais n'est plus desservi que par des trains de marchandises pour un silo. 

### Communes limitrophes
| Lavoux             |         | Bonnes    |
| Saint-Julien-l'Ars | Jardres | Chauvigny |
|                    | Pouillé |           |

### Climat
Pour des articles plus généraux, voir Climat de la Nouvelle-Aquitaine et Climat de la Vienne.
Historiquement, la commune est exposée à un climat océanique du nord-ouest.  
En 2020, Météo-France publie une typologie des climats de la France métropolitaine dans laquelle la commune est exposée à un climat océanique altéré et est dans la région climatique  Poitou-Charentes, caractérisée par un bon ensoleillement, particulièrement en été et des vents modérés.
Pour la période 1971-2000, la température annuelle moyenne est de 11,6 °C, avec une amplitude thermique annuelle de 15 °C. Le cumul annuel moyen de précipitations est de 740 mm, avec 11,2 jours de précipitations en janvier et 6,9 jours en juillet. Pour la période 1991-2020, la température moyenne annuelle observée sur la station météorologique la plus proche, située sur la commune de Biard à 20 km à vol d'oiseau, est de 12,2 °C et le cumul annuel moyen de précipitations est de 695,3 mm,. Pour l'avenir, les paramètres climatiques de la commune estimés pour 2050 selon différents scénarios d'émission de gaz à effet de serre sont consultables sur un site dédié publié par Météo-France en novembre 2022.

## Urbanisme

### Typologie
Au 1er janvier 2024, Jardres est catégorisée commune rurale à habitat dispersé, selon la nouvelle grille communale de densité à sept niveaux définie par l'Insee en 2022.
Elle est située hors unité urbaine. Par ailleurs la commune fait partie de l'aire d'attraction de Poitiers, dont elle est une commune de la couronne,. Cette aire, qui regroupe 97 communes, est catégorisée dans les aires de 200 000 à moins de 700 000 habitants,.

### Occupation des sols
L'occupation des sols de la commune, telle qu'elle ressort de la base de données européenne d’occupation biophysique des sols Corine Land Cover (CLC), est marquée par l'importance des territoires agricoles (81,3 % en 2018), en diminution par rapport à 1990 (82,5 %). La répartition détaillée en 2018 est la suivante : 
terres arables (69,5 %), forêts (12,7 %), zones agricoles hétérogènes (11,8 %), zones urbanisées (4,2 %), zones industrielles ou commerciales et réseaux de communication (1,8 %). L'évolution de l’occupation des sols de la commune et de ses infrastructures peut être observée sur les différentes représentations cartographiques du territoire : la carte de Cassini (XVIIIe siècle), la carte d'état-major (1820-1866) et les cartes ou photos aériennes de l'IGN pour la période actuelle (1950 à aujourd'hui).

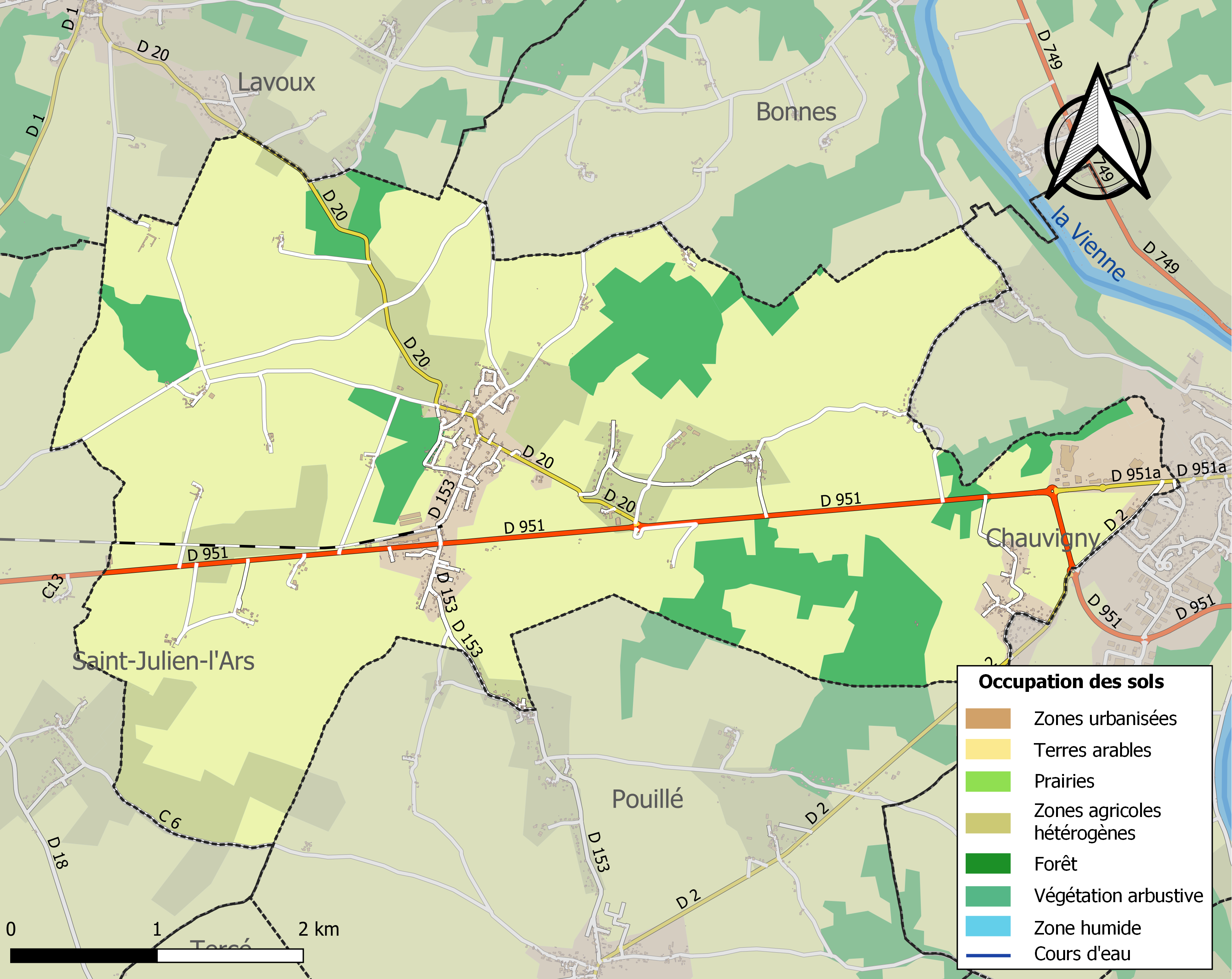
Carte des infrastructures et de l'occupation des sols de la commune en 2018 (CLC).

### Risques majeurs
Le territoire de la commune de Jardres est vulnérable à différents aléas naturels : météorologiques (tempête, orage, neige, grand froid, canicule ou sécheresse), mouvements de terrains et séisme (sismicité modérée). Il est également exposé à deux risques technologiques,  le transport de matières dangereuses et le risque nucléaire. Un site publié par le BRGM permet d'évaluer simplement et rapidement les risques d'un bien localisé soit par son adresse soit par le numéro de sa parcelle.

#### Risques naturels

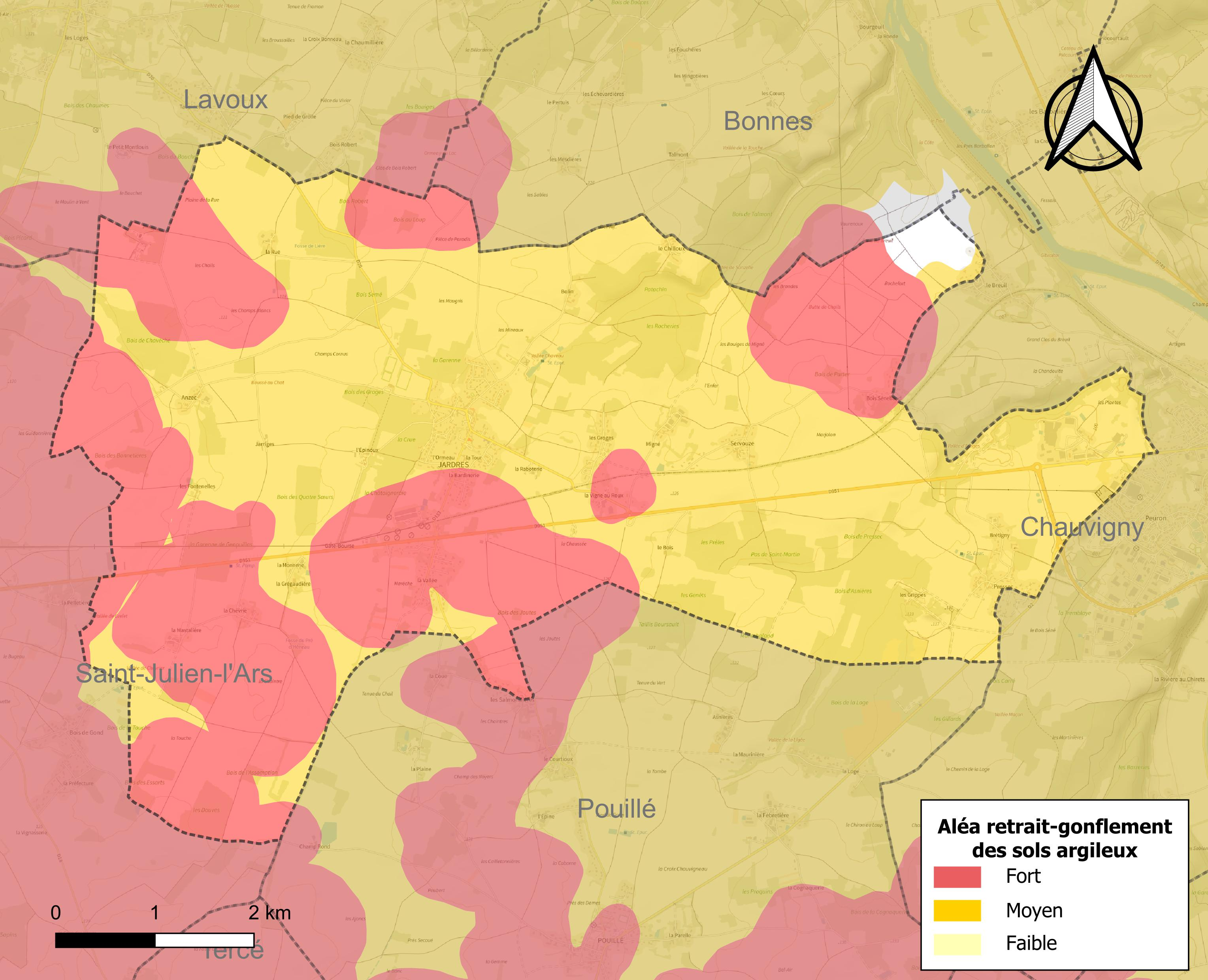
Carte des zones d'aléa retrait-gonflement des sols argileux de Jardres.

Les mouvements de terrains susceptibles de se produire sur la commune sont des tassements différentiels. Le retrait-gonflement des sols argileux est susceptible d'engendrer des dommages importants aux bâtiments en cas d’alternance de périodes de sécheresse et de pluie. 99,1 % de la superficie communale est en aléa moyen ou fort (79,5 % au niveau départemental et 48,5 % au niveau national). Depuis le 1er octobre 2020, en application de la loi ÉLAN, différentes contraintes s'imposent aux vendeurs, maîtres d'ouvrages ou constructeurs de biens situés dans une zone classée en aléa moyen ou fort,.
La commune a été reconnue en état de catastrophe naturelle au titre des dommages causés par les inondations et coulées de boue survenues en 1982, 1999 et 2010, par la sécheresse en 1989, 1991, 2003, 2011 et 2017 et par des mouvements de terrain en 1999 et 2010.

#### Risque technologique
La commune étant située dans le périmètre du plan particulier d'intervention (PPI) de 20 km autour de la centrale nucléaire de Civaux, elle est exposée au risque nucléaire. En cas d'accident nucléaire, une alerte est donnée par différents médias (sirène, sms, radio, véhicules). Dès l'alerte, les personnes habitant dans le périmètre de 2 km se mettent à l'abri. Les personnes habitant dans le périmètre de 20 km peuvent être amenées, sur ordre du préfet, à évacuer et ingérer des comprimés d’iode stable,,.

## Histoire
Avant la Révolution, Jardres était rattaché à l'archiprêtré de Mortemer, et faisait partie de la châtellenie, de la sénéchaussée et de l'élection de Poitiers. Le prieuré-cure de Saint-Hilaire dépendait de l'abbaye de Saint-Séverin (en Charente-Maritime). Quant au fief, il appartenait au chapitre de l'église cathédrale de Poitiers depuis le XVe siècle et relevait de la châtellenie de Touffou. Le fief de La Tour et Motte relevait du duché de Châtellerault.
Pendant la Seconde Guerre mondiale, la ligne de démarcation, séparant la zone libre de la zone occupée traversait la commune, du 22 juin 1940 au 1er mars 1943, laissant le bourg en zone occupée. L'unique édition du Circuit de France, un ersatz du tour de France cycliste promu par les Allemands, traversa la ligne de démarcation à Jardre le 30 septembre 1942 , les coureurs étant bloqués 3 heures par les contrôles. 
Lors de la suppression de la ligne le 1er mars 1943, les principaux points de passage sont conservés par l’Allemagne nazie, dont un à Jardres sur la nationale.

## Politique et administration

### liste des maires
| Période   | Période   | Identité                    | Étiquette | Qualité |
| --------- | --------- | --------------------------- | --------- | ------- |
| mars 1977 | mars 2001 | Gonzague Blandin de Chalain |           |         |
| mars 2001 | mars 2008 | Daniel Vedrenne             |           |         |
| mars 2008 |           | Jean-Luc Maerten            |           |         |

## Démographie
L'évolution du nombre d'habitants est connue à travers les recensements de la population effectués dans la commune depuis 1793. Pour les communes de moins de 10 000 habitants, une enquête de recensement portant sur toute la population est réalisée tous les cinq ans, les populations de référence des années intermédiaires étant quant à elles estimées par interpolation ou extrapolation. Pour la commune, le premier recensement exhaustif entrant dans le cadre du nouveau dispositif a été réalisé en 2006.

En 2022, la commune comptait 1 250 habitants, en évolution de −0,95 % par rapport à 2016 (Vienne : +0,6 %, France hors Mayotte : +2,11 %).
| 1793 | 1800 | 1806 | 1821 | 1831 | 1836 | 1841 | 1846 | 1851 |
| ---- | ---- | ---- | ---- | ---- | ---- | ---- | ---- | ---- |
| 393  | 366  | 321  | 378  | 395  | 408  | 400  | 430  | 449  |

| 1856 | 1861 | 1866 | 1872 | 1876 | 1881 | 1886 | 1891 | 1896 |
| ---- | ---- | ---- | ---- | ---- | ---- | ---- | ---- | ---- |
| 464  | 458  | 449  | 456  | 490  | 514  | 557  | 581  | 624  |

| 1901 | 1906 | 1911 | 1921 | 1926 | 1931 | 1936 | 1946 | 1954 |
| ---- | ---- | ---- | ---- | ---- | ---- | ---- | ---- | ---- |
| 604  | 653  | 677  | 588  | 617  | 572  | 566  | 557  | 608  |

| 1962 | 1968 | 1975 | 1982 | 1990 | 1999 | 2006  | 2011  | 2016  |
| ---- | ---- | ---- | ---- | ---- | ---- | ----- | ----- | ----- |
| 572  | 580  | 581  | 715  | 831  | 906  | 1 042 | 1 158 | 1 262 |

| 2021  | 2022  | - | - | - | - | - | - | - |
| ----- | ----- | - | - | - | - | - | - | - |
| 1 260 | 1 250 | - | - | - | - | - | - | - |

En 2008, selon l'Insee, la densité de population de la commune était de 51 hab./km2 contre 61 hab./km2 pour le département, 68 hab./km2 pour la région Poitou-Charentes et 115 hab./km2 pour la France.

## Culture locale et patrimoine

### Lieux et monuments
Église Saint-Hilaire de Jardres : ancien prieuré Saint-Hilaire du XIIe siècle, avec clocher porche octogonal du XIIIe siècle. Le clocher a été classé comme monument Historique en 1913.

### Personnalités liées à la commune
Maurice Fombeure (Jardres, 1906 - Paris, 1981), écrivain et poète.

### Articles de Wikipédia
- Liste des communes de la Vienne
- Anciennes communes de la Vienne
- Gare de Jardres